# Mol (Belgia)
Mol este o comună din regiunea Flandra din Belgia. Comuna este formată din localitățile Mol Achterbos, Donk, Ezaart, Ginderbuiten, Gompel, Heidehuizen, Millegem, Rauw, Sluis și Wezel . Suprafața totală a comunei este de 114,26 km². La 1 ianuarie 2008 comuna avea 33.400 locuitori. 
Mol se învecinează cu comunele Arendonk, Retie, Dessel, Geel, Lommel, Meerhout și Balen.

## Localități înfrățite
- Germania: Kall;
- Nicaragua: Santo Tomás;
- Kosovo: Peja;
- Niger: Kara Kara.

## Personalități născute aici
- Charles de Broqueville (1860 - 1940), premier;
- Johan Gielen (n. 1968), DJ trance;
- Tom Saintfiet (n. 1973), fotbalist;
- Joris Van Hout (n. 1977), fotbalist;
- Tom Boonen (n. 1980), ciclist;
- Hadise (n. 1985), cântăreață;
- Jasper Philipsen (n. 1998), ciclist;
- Wout Faes (n. 1998), fotbalist.

1. ↑  Totale oppervlakte volgens het Kadasterregister, België, gewesten en provincies (în neerlandeză), Algemene Directie Statistiek[*]